# San Marino CEPU Open 2008
Il San Marino CEPU Open 2008 è stato un torneo di tennis facente parte della categoria ATP Challenger Series nell'ambito dell'ATP Challenger Series 2008. Il torneo si è giocato a San Marino nella Repubblica di San Marino dal 21 al 27 luglio 2008 su campi in terra rossa e aveva un montepremi di €85 000+H.

## Vincitori

### Singolare
Filippo Volandri ha battuto in finale  Potito Starace con il punteggio di 5–7 6–4 6–1.

### Doppio
Yves Allegro /  Horia Tecău hanno battuto in finale  Fabio Colangelo /  Philipp Marx con il punteggio di 7–5 7–5.